# カルディアのエウメネス

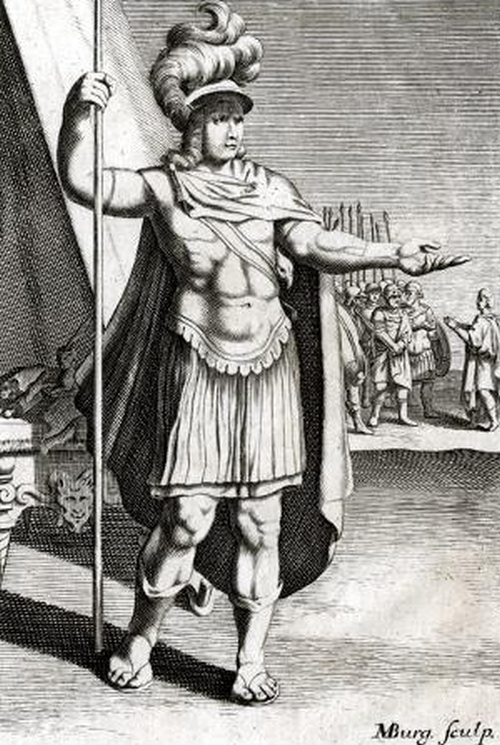
カルディアのエウメネス

エウメネス（古代ギリシャ語: Εὐμένης, ラテン文字転写: Eumenes, 紀元前362年? - 紀元前316年）は、マケドニア王国のアレクサンドロス大王に仕えた古代ギリシアの人物。
出身はケルソネソス半島（今日のトルコ領ゲリボル半島）の都市国家カルディアで、書物などでしばしばカルディアのエウメネス（英語ではEumenes of Cardia）と呼称される。

## 生涯
その出自は不明だが、プルタルコスはその著書『対比列伝』の中で大王の父フィリッポス2世と親しい人物の子ではないかと推測している。

### 未詳の前半生
前述の『対比列伝』においてプルタルコスは、エウメネスについて「祖国を追われた者」と述べているが、その経緯には触れていない。いかなる事情によってか、彼はカルディアを去り、マケドニアに身を寄せ、フィリッポス2世、アレクサンドロス3世に書記官として仕えた。
その後、アレクサンドロスの東征の途上、サンガラ制圧後にペルディッカスと同時にエウメネスも兵の一部を託され地域に残る抵抗勢力の鎮圧を任された。エウメネスが東征中に兵を率いたのは、この時が初めてであった。ヘファイスティオンの死後、ペルディッカスの後任として騎兵の指揮官に就任した。これ以前にも、書記官としてだけではなく、軍事面でもかなりの功績を挙げていたと考えられるが、彼の軍事面での活躍についてはほとんど分かっていない。
アレクサンドロスの死後開催されたバビロン会議において、エウメネスはカッパドキアとパフラゴニア 地方の太守に指名された。当時、この任地にはマケドニアの支配が及んでおらず、カッパドキアを掌握していたのはアレクサンドロスに従属を示したことでその地位を追認されていた現地の有力者・アリアラテスであったため、エウメネスは当初、アンティゴノスとレオンナトスの軍事力を借りて征服しようとした。
しかし、アンティゴノスは出兵を断り（エウメネスが勢力を固めることで自身の勢力圏だった小アジアにおけるライバルとなるのを嫌ったためと思われる）、レオンナトスはギリシアで発生していた反マケドニア闘争の鎮圧（ラミア戦争）に向かったため、当時大王の遺児アレクサンドロス4世を擁していた摂政ペルディッカスの支援を受けてこれを制圧し、アリアラテスは処刑された。ここでのペルディッカスへの接近は、彼のその後の人生に決定的とも言える影響を与えることになる。ともあれこの後、他の武将たちと同様に、エウメネスもディアドコイ戦争を戦っていくことになる。

### ディアドコイ戦争にて
この頃マケドニア内部では、ペルディッカスと大王の遠征中マケドニア本国を守っていたアンティパトロスとが対立を深めており、ペルディッカス派と見られていたエウメネスは、アンティパトロスと共に行動していたクラテロスと対戦することとなった。
両者は紀元前321年に小アジア北西部のヘレスポントスで戦闘を行い、敵のクラテロス・ネオプトレモスの両将を戦死させた。しかし、クラテロスはマケドニア人の間で絶大な人気があったために、クラテロスを殺したエウメネスは栄誉よりも反感を買うこととなった。またその2日前には、プトレマイオスを攻めてエジプトに遠征中だったペルディッカスが配下の将軍たち（ペイトン、アンティゲネス、セレウコス）の裏切りによって暗殺されており、後ろ盾を失ったエウメネスは同年のトリパラディソスの軍会で、庇う者なく討伐を宣告された。エウメネスは帝国全軍総司令官として追討の任に就いたアンティゴノスと戦うも（オルキュニアの戦い）、残った他のペルディッカス派の諸将との連携に失敗するなどして追い詰められ、カッパドキアのノラに包囲された。
しかし、紀元前319年に帝国摂政位に就いていたアンティパトロスが病没し、その地位の後継者に指名された部下のポリュペルコンと我こそが父の後継者たらんとしていたアンティパトロスの子カッサンドロスが対立すると、状況が転換した。カッサンドロスがアンティゴノスと手を結んだため、これに対抗する必要があったポリュペルコンがエウメネスに接近したのである。エウメネスはポリュペルコンの支援を受けて、ノラの包囲を抜け出して勢力を盛り返し、メソポタミア地方で大王の親衛隊銀楯隊を含む軍団を掌握した。この軍を率いて紀元前317年、エウメネスは再びアンティゴノスと現在のイラン領・パラエタケネで矛を交えたが、引き分けに終わった。配下の軍団は完全に彼に服していたわけではなく、そのために統制が取れず危機的な状況に陥ることさえあった。

### 最期
紀元前316年、現在のイラン領のガビエネの戦いでは、味方だったペルシス太守ペウケスタスの怠慢が原因となり敗れた。この時エウメネスは戦闘に敗れたものの、軍の損害そのものはいまだ致命的ではなかったため、再戦を考えていた（ガビエネの戦いにおけるアンティゴノス側の戦死者5000人以上に対し、エウメネス側の戦死者は300人ほどであった）。しかし、後方に控えていた輜重隊や兵の家族をアンティゴノスに奪われてしまっていた。以前からエウメネスに反感を抱いていた銀楯隊の指揮官アンティゲネスらは、エウメネスを引き渡せば家族や荷物を返還するというアンティゴノスの誘いを受けてエウメネスを捕らえ、降伏した。
エウメネスの身柄を受け取ったアンティゴノスは当初、優秀でありかつ親友でもあったエウメネスを自らの幕下に加えようとした。しかし、それまで散々エウメネスに辛酸を舐めさせられていたアンティゴノスの部下の多くが反感を抱き、また彼が味方になると自分たちの影が薄くなると恐れて反対し、密かに彼を殺害した。あるいは直接手を下すのは忍びないとして餓死させようとしたが、軍を移動させる際にアンティゴノスの知らない間に殺されたともいう。アンティゴノスは友のために盛大な葬儀を行い、遺骨はエウメネスの妻子の元へ届けられた。
エウメネスをアンティゴノスに引き渡した者たちのその後は、恵まれたものではなかった。銀楯隊は僻地へ左遷されてその地で生涯を終え、アンティゲネスは惨たらしい方法で殺され、ペウケスタスは所領を奪われた。

## 出自と逸話
エウメネスは他のディアドコイのように王家との血縁関係を持っていたわけではなかった。貴族の生まれでもなく、ましてやマケドニア人ですらなかったために、勢力基盤が脆弱であった。それゆえ自身の地位を保持するために、王家との結びつきを何よりも必要としていた。ちなみに、女性でありながらアレクサンドロス死後の権力争いに身を投じたアレクサンドロスの母オリュンピアスは、同じ外国人ゆえか彼を信頼していたようであり（彼女はエピロス王家からマケドニアに嫁いでいた）、彼を味方に引き込もうとしたり、助言を求めたりした。
また、文官出身であるとの理由でエウメネスを軽んじていた将軍も少なからずいた。ヘレスポントスの戦いの直前、援軍にと派遣された将軍のアルケタスとネオプトレモスはエウメネスに従うのを嫌がって彼の軍に合流しなかった。またネオプトレモスは、自分たち将軍は王に剣で仕えてきたのにエウメネスはペンで仕えていたと言って、かねてよりあからさまに馬鹿にしていたようである。そこでエウメネスは、配下の指揮官たちから意図的に多額の金を借り入れることで自分を裏切れないようにしたり（裏切った場合貸した金が回収できなくなる）、自分に従おうとしない指揮官を納得させるため、軍議の場にアレクサンドロス大王の椅子を置き、いわば御前会議の形式を取った、といった逸話が残っている。しかし、それでも指揮系統を完全に掌握することは出来ず、そのことが彼の最期へと結びついていくことになった。
エウメネスの列伝を書いたコルネリウス・ネポスによれば、ディアドコイはエウメネスの力量を高く評価し、彼の生前は誰も王を称することも王家を蔑ろにすることもなかったが、アレクサンドロスの子供たちの「ただひとりの擁護者〔エウメネス〕を亡きものにすると、自分たちの真の目的を鮮明にした」という（『英雄伝』、エウメネス伝、13）。ちなみに最初に王を称したのはアンティゴノス・デメトリオス父子で、エウメネスの死の10年後の紀元前306年である。

### 現存する史料
- コルネリウス・ネポス『ネポス　英雄伝』 山下太郎・上村健二訳、〈叢書アレクサンドリア図書館〉国文社
- ポリュアイノス『戦術書』 戸部順一訳、〈叢書アレクサンドリア図書館〉国文社。第四巻
- プルタルコス『対比列伝』の「エウメネス伝」、〈西洋古典叢書〉京都大学学術出版会ほか
- ポンペイウス・トログス / ユスティヌス抄録『地中海世界史』 合阪學（あいさか さとる）訳、〈西洋古典叢書〉京都大学学術出版会。第十四巻の章
- フラウィオス・アッリアノス『アレクサンドロス東征記およびインド誌』 大牟田章訳、東海大学出版会、1996年
  - アッリアノス『アレクサンドロス大王東征記』 岩波文庫（上下）、2001年。改訂新版

## 主な日本語文献
- 市川定春 『古代ギリシア人の戦争 会戦事典 800BC – 200BC』 新紀元社、2003年
- 森谷公俊 『王妃オリュンピアス―アレクサンドロス大王の母』 ちくま新書、1998年
- フランソワ・シャムー著　桐村泰司訳 『ヘレニズム文明』 論創社 2011年

## エウメネスを題材としたフィクション
『ヒストリエ』
エウメネスを主人公とした岩明均による漫画。史実では不明の前半生に創作を加え、少年期からのエウメネスを描いている。